# Campionat del món d'escacs de 2000 (clàssic)
El Campionat del món d'escacs de 2000 (versió clàssica o PCA), també conegut en el seu moment com a Braingames World Chess Championships, fou l'edició de 2000 del Campionat del món d'escacs, organitzada per la Professional Chess Association a Londres, entre el 8 d'octubre i el 4 de novembre.
Garri Kaspàrov, el campió regnant, defensava el títol contra Vladímir Kràmnik en un matx a 16 partides; en cas d'empat, en Kaspàrov mantindria el títol. Malgrat que en Kaspàrov era el clar favorit, en Kràmnik va guanyar, amb dues victòries i tretze taules, una puntuació assolida en gran manera per raó de l'èxit en el plantejament de la defensa berlinesa de banda de Kràmnik.
|                  | 1 | 2 | 3 | 4 | 5 | 6 | 7 | 8 | 9 | 10 | 11 | 12 | 13 | 14 | 15 | Pontos |
| ---------------- | - | - | - | - | - | - | - | - | - | -- | -- | -- | -- | -- | -- | ------ |
| Garri Kaspàrov   | ½ | 0 | ½ | ½ | ½ | ½ | ½ | ½ | ½ | 0  | ½  | ½  | ½  | ½  | ½  | 6½     |
| Vladímir Kràmnik | ½ | 1 | ½ | ½ | ½ | ½ | ½ | ½ | ½ | 1  | ½  | ½  | ½  | ½  | ½  | 8½     |